# آيت تكلا
آيت تكلا هي قرية مغربية شمال المملكة. تنتمي آيت تكلا لإقليم أزيلال الساحلي. تضم هذه القرية 7.340 نسمة (إحصاء 2004).

## دواوير الجماعة
- دوار الموضع

- دوار تمشكظان
- دوار إمزيلن